# Personaggi di Gantz
Questa è la lista dei personaggi di Gantz. Essi appaiono come protagonisti nel manga di Hiroya Oku e nell'anime da esso tratto.

## Personaggi principali

### Gantz
L'esistenza di Gantz (ガンツ?, Gantz) è il mistero principale attorno a cui ruota l'intera vicenda. Il sistema di Gantz sembra esistere da molti anni, e tenendo conto che il contatore di "Katastrophe" possa essere partito da 999999999 si può dedurre che Gantz esista fin dalla fine degli anni 60. Secondo Heinz Bernstein, le sfere nere sono state create dalla sua azienda tramite lo studio di un codice rivelato dalla figlia malata. Questo nuovo business, distribuito in tutto il mondo, ha avuto un notevole successo tra i potenti della Terra ed ha salvato Bernstein dalla bancarotta.
Gantz è composto da una sfera nera, assemblata con una tecnologia sconosciuta, con all'interno un uomo intubato in stasi che sembra controllarne il potere. La sfera nera si attiva al momento giusto mostrando messaggi in leet ed immagini come fosse uno schermo, e può aprirsi ai lati per fornire equipaggiamento personalizzato ai membri.
Come prima cosa, Gantz seleziona le persone che in seguito trasferirà nella sua stanza. Requisito fondamentale per entrare nell'appartamento è la morte del personaggio, che nella maggior parte dei casi risulta essere di natura violenta. Gantz sembra selezionare con un certo criterio i suoi combattenti, favorendo ad esempio i giovani maschi. Sono presenti anche giovani femmine, ma in quantità minore. La sfera non ha disdegnato di comprendere nel gioco anche personaggi anziani e bambini, in numero ridotto ma costante. Curiosamente, un animale è generalmente membro della squadra quasi fosse una mascotte e sebbene si comporti secondo la sua natura, sembra comprendere i meccanismi del punteggio ed ha una reazione a seconda del suo risultato. Se ne ha la possibilità, comunque, Gantz volge le sue scelte verso persone violente o con abilità particolari. Sono spesso presenti tra le sue file personaggi criminali, sadici o maniaci, oppure esperti militari o forti combattenti.
Gantz gioca con le persone che gli appartengono, le prende in giro e sfrutta gli intrecci personali che si creano tra loro o nella vita comune. Raramente, Gantz può commettere degli errori, ad esempio trasferendo a sé una persona che reputa morta ma di cui in realtà il corpo originale sopravvive, creando non pochi problemi al malcapitato.
Sembra che Gantz non teletrasporti le persone, ma ne salvi una copia di backup in memoria ogni volta che muoiono nel gioco, oppure escono vivi da una missione (per la precisione il salvataggio avviene ogni volta che il corpo del giocatore viene trasferito), dettaglio che si può ricavare dalle "resurrezioni" effettuate nella storia, ma che diventa manifesto quando Reika dopo la missione di Roma, chiedendo a Gantz di resuscitare una copia di Kei tutta sua, ne ottiene una con in mano una Z-gun, arma che l'originale si è procurato proprio nella missione sopracitata. Altro esempio quando Kei viene resuscitato da Masaru dopo la missione di Osaka dice chiaramente di ricordarsi di aver sconfitto l'Alieno Oni, e di essersi liberato dal gioco. Dopo le missioni, infatti, i personaggi hanno memoria solo degli avvenimenti che precedono un'eventuale morte o ferita, e tornano nell'appartamento nella posizione esatta in cui si trovano nel momento dell'ultimo "salvataggio" (eventualmente conservando gli oggetti in possesso, anche armi speciali), intensificando la sensazione che Gantz sia un vero e proprio "gioco a checkpoint".
Gantz è inoltre noto per le sue punizioni. Tenendo in continua osservazione i suoi giocatori anche nella vita quotidiana, Gantz impedisce che essi possano pubblicamente lasciare informazioni su sé stesso o che le sue armi vengano palesate al mondo. La "punizione" consiste nell'esplosione della micro-bomba che ogni gantzer ha nella propria testa. Le bombe inviano tuttavia anche un segnale che viene captato dagli alieni e indica loro i gantzer come nemici da abbattere.
Verso la fine si scopre che gli individui che stanno dentro alla sfera sono dei replicanti: cloni di individui umani scelti a caso nel mondo per diventare i portavoce dei capi dello stato mondiale e dei membri dell'altra civiltà.

### Kei Kurono
Kei Kurono (玄野 計?, Kurono Kei) è il protagonista della serie. Oku ha sviluppato il personaggio con l'idea che i lettori potessero identificarsi con lui, e al tempo stesso per "fare una sintesi delle condizioni base per un'opera di intrattenimento". Nella storia Kei è un ragazzo delle scuole superiori che, nel tentativo di salvare un barbone ubriaco caduto sulle rotaie della metropolitana, viene travolto dalla vettura insieme all'amico di infanzia Masaru Kato e richiamato in Gantz. All'inizio si comporta da egoista, vengono fuori le sue perversioni sessuali e spesso è costretto a fare l'eroe involontario. Tuttavia, dopo la morte di Masaru nella terza missione, Kei prende il suo posto come leader del gruppo e, grazie alle sue innate abilità e forza fisica, comincia a prendersi cura dei compagni e a proteggerli. Si fidanza in modo rocambolesco con Tae Kojima, una ragazza otaku della sua scuola, ma sviluppa per lei un sentimento autentico che lo porta a proteggerla in molte situazioni.
Avendo raggiunto i 100 punti dopo la missione dell'Alieno Stellare Kei si libera da Gantz, ma viene ucciso nel mondo reale dal vampiro Hikawa. Viene riportato in vita in Gantz da Masaru, alla fine della missione di Osaka. In seguito alla missione di Roma, su richiesta della ragazza, Gantz dà vita a una copia di Kei tutta per Reika. La copia e l'originale si confrontano e decidono di accontentare e far felici le rispettive ragazze: Kei continua a vedersi con Tae, mentre la replica instaura una relazione con Reika. È doppiato in giapponese da Daisuke Namikawa e in italiano da Renato Novara.
Nel romanzo Gantz Minus Kei, pur non comparendo, viene citato dagli alieni che lo definiscono "la chiave". Essi infatti, per motivi sconosciuti, sapevano che il ragazzo avrebbe preso parte a Gantz e che in futuro avrebbe fatto la differenza nella battaglia finale di Katastrophe, così la maggior parte degli alieni, compresi i più pericolosi: i Boss, sono alla sua ricerca con lo scopo di eliminarlo.

### Masaru Kato
Masaru Kato (加藤 勝?, Katō Masaru) è il coprotagonista della serie. Come il suo amico d'infanzia e coetaneo Kei, viene ucciso per aver tentato di aiutare un barbone caduto sulle rotaie e una copia del suo corpo viene richiamata da Gantz. Ha una notevole forza fisica, che usa a scuola per proteggere i più deboli dai bulli e durante le missioni per evitare che qualsiasi suo compagno si faccia male. Si comporta da paladino dei deboli, perché non riesce a restare fermo a guardare mentre altri soffrono. Questo suo buon cuore si riflette anche verso gli alieni: Masaru infatti non colpisce mai per uccidere, evita di abbattere i nemici se questi si arrendono e ogni volta che può, preferisce usare la Y-gun, che "spedisce" i mostri chissà dove, invece della X-gun che li distrugge. Nella missione del tempio buddhista, però i suoi i deali e il suo carisma, vengono distrutti dalle azioni di Kuruno che inizia ad uccidere senza pietà gli alieni che incontra, venendo infine ammirato e acclamato dagli altri Gantz per le sue capacità motivandoli a sopravvivere. L'improvviso istinto battagliero che mostra Kuruno, porta Kato a provare persino paura verso di lui, facendogli crollare totalmente il suo ego e il suo carisma. Benché Masaru cercasse di opporsi al gioco, ed evitare di uccidere gli alieni, comprende infine che in quel mondo non si può tergiversare o avere ripensamenti. Spingendolo infine ad usare anche lui le armi più forti per sopravvivere.
Esercita un forte fascino verso le donne anche se sembra che non se ne renda conto e che non gli importi poi molto. Kei Kishimoto si innamora di lui e si sacrifica per salvargli la vita una volta contro la dea Kannon. Durante la missione di Osaka conosce Anzu Yamasaki, una gantzer del team ospitante, che, all'inizio scettica sul modo di combattere e sulla mentalità del giovane, si farà conquistare dal coraggio di Masaru e gli prometterà di frequentarsi fuori dal gioco, prima di venire uccisa nello svolgimento della missione.
Masaru considera Kei un esempio da seguire, perché da bambini l'amico riusciva a primeggiare in qualsiasi cosa facesse e anche nel mondo di Gantz è quello che se la cava meglio di tutti. Tuttavia la sua generosità, il suo carisma e la sua abilità lo rendono un leader agli occhi del gruppo al pari dell'amico. Vive inizialmente presso una sua zia, che a malincuore ha adottato lui e il fratello Ayumi dopo che questi erano rimasti orfani. I due fratelli lasciano la casa della parente dopo che Masaru è riuscito a mettere da parte abbastanza denaro per affittare una stanza. Durante la missione del tempio buddhista, Masaru muore sconfiggendo il boss Kannon. In seguito viene resuscitato da Kei alla fine della missione dell'Alieno Stellare. È doppiato in giapponese da Masashi Oosato e in italiano da Luca Ghignone.

## Squadra di Tokyo
(Gantz rivolto alla squadra dopo il massacro di Shinjuku)
La squadra di Tokyo, conosciuta anche come team di Tokyo, è il gruppo di gantzer che opera nella metropoli giapponese. Sono tutte persone di Tokyo recentemente morte nel mondo reale, che vengono richiamate dalla sfera in un appartamento da dove si vede la Tokyo Tower. Curiosamente, un animale è generalmente membro della squadra quasi fosse una mascotte e sebbene si comporti secondo la sua natura, sembra comprendere i meccanismi del punteggio ed ha una reazione a seconda del suo risultato.
La squadra di Tokyo si distingue dagli altri team presenti nel manga per la forte tendenza al lavoro di squadra e alla cooperazione. I gantzer di Tokyo sono soliti scegliere un leader che coordini il lavoro dei giocatori e organizzi delle periodiche sedute di allenamento nel mondo reale. Nel corso della storia si sono succeduti diversi capigruppo. Per primo Masaru, che è stato in grado di riunire i combattenti grazie al suo carisma e alla sua generosità. Poi Kei, che è subentrato alla morte dell'amico e ha guidato i gantzer con l'esempio e il coraggio. Infine Reika, che sebbene non possieda particolari abilità nel gioco, si è accattivata le simpatie del gruppo per la sua fama e la sua attenzione alla salvaguardia dei giocatori. Non tutti i membri del team accettano queste leadership di buon grado. Joichiro prima e Shion poi ad esempio, si estraniano dal gruppo e preferiscono combattere in solitaria.

### Joichiro Nishi
Joichiro Nishi (西 丈一郎?, Nishi Joichiro) è uno studente delle medie e a discapito dell'età, un veterano del gruppo di Tokyo, dato che all'inizio della storia era in Gantz già da un anno. Ragazzo egoista e superbo, la sua tecnica principale consiste nel dare false informazioni ai nuovi giocatori e lasciare che siano massacrati dagli alieni per poi uccidere il boss con tutta calma. Combatte quasi esclusivamente in modalità stealth, occultandosi col dispositivo della tuta, e non disdegna di rischiare di uccidere i suoi stessi compagni di gioco pur di fare punteggio.
Nel romanzo si scopre che aveva una madre a cui voleva molto bene. Di ritorno dalla scuola, scopre però che la madre si è impiccata in soggiorno, con un messaggio di addio in cui spiegava che il padre aveva un'altra donna e li aveva entrambi abbandonati. Joichiro, in preda alla disperazione, si suicida buttandosi dal balcone della casa e viene richiamato in Gantz. Ha fatto parte insieme a Shion di diversi team che si sono succeduti nel gioco prima dell'arrivo di Kei e Masaru, le cui vicende sono ampliate nella light novel Gantz/Minus. Morto nella missione dell'Alieno Tanaka poco prima di raggiungere i tanto agognati 100 punti, verrà poi riportato in vita da Daizemon, su richiesta di Kei per poter rivelare i tanti segreti che conosce. È lui infatti il primo a parlare di "Katastrophe". È doppiato in giapponese da Masahito Yabe e in italiano da Stefano Pozzi.
Si scopre verso la fine che può mettersi in contatto con le alte sfere dei governi.
Viene trasferito forzatamente insieme agli altri Gantzer nei metch automatici, dirigendosi verso la torre della città dei giganti alieni per distruggerla compromettendo lo spazio dimensionale dell'astronave. Viene fermato infine da Kuruno implorato dall'aliena Frararada di risparmiare la sua gente. Kuruno riesce infine ad avere la meglio riuscendo a sconfiggerlo, rifiutandosi di ucciderlo lasciandolo lì.
Non è risaputo cosa gli sia successo alla fine. Si vede infine che suo padre è ancora vivo, ma diventato un barbone andando in giro per le strade con un carello, raccattando oggetti e che sembra rammaricato per avere abbandonato il figlio.

### Kei Kishimoto
Kei Kishimoto (岸本 恵?, Kishimoto Kei) è una ragazza che appare nuda nell'appartamento di Tokyo dopo che si è tagliata le vene nella vasca da bagno. Ha capelli castani chiari tagliati abbastanza corti. Un'anomalia di questo personaggio svela uno dei segreti di Gantz, e cioè che la sfera nera non teletrasporta le persone reali, ma le "fotocopia" distruggendo poi il cadavere originale. Infatti si scopre che la Kei Kishimoto originale, nonostante il tentato suicidio, non è morta, e che quindi la Kei del gioco non è altro che una replica (Ciò però dimostra anche che Gantz non è perfetto come sembra e che anch'esso dimostra difetti e malfunzionamenti). Non potendo tornare a casa, Kishimoto chiede ospitalità a Kei Kurono che è ben felice di accettare dal momento che ha sviluppato un interesse per la ragazza, attratto particolarmente anche dalle sue forme prosperose. Kishimoto tuttavia si innamora di Masaru, dopo che lui la salva da un tentativo di stupro da parte di uno yakuza e per la sua generosità, e preferirebbe di gran lunga essere ospitata da lui. Kurono dopo essere sopravvissuto per pura fortuna agli alieni uccelli, stanco che Kishimoto parli solo di Masaru senza nemmeno aiutare, pensare o a preoccuparsi delle difficoltà che hanno passato lui e gli altri per sopravvivere, perde la pazienza e rinfaccia ad alta voce a Kishimoto che è stufo di fare i suoi comodi e che lei lo sta solo usando vivendo a spese sue approfittandone. E che è ben consapevole che lei vorrebbe vivere con Masaru e non con lui. Kishimoto comprendendo la situazione si scusa con Kurono e decide di andarsene, ringraziandolo infine per tutto ciò che lui ha fatto per lei e se ne va.
Non è risaputo dove sia finita dopo. Kurono dispiaciuto in parte probabilmente per lo scatto d'ira eccessivo compiuto, all'inizio provò a cercarla ma senza riuscire a trovarla. Decidendo infine di lasciarla perdere.
Kei viene infine richiamata nella stanza di Gantz sdraiata sul pavimento con un pigiama. Indicando che un posto per dormire lo ha trovato anche se non è saputo quale o dove. Imbarazzata, eviterà da quel momento ogni possibile contatto diretto con Kurono, per la sfuriata ricevuta. In seguito Kishimoto mostrerà un comportamento ambiguo, spiando Kei, mentre sta avendo un rapporto sessuale con la nuova arrivata, Sei Sakuraoka. Resta impaurita come Kato dall'improvviso istinto battagliero di Kuruno, che inizia ad uccidere ferocemente gli alieni.
Muore nella missione del tempio buddhista tra le braccia di Masaru, proteggendo il giovane da un attacco del boss. Dove infine, in punto di morte, riesce a dichiararsi e a strappare un bacio all'amato. L'altra Kei compare alla fine della battaglia contro i giganti alieni, sopravvissuta all'invasione assisterà dallo schermo lo scontro finale tra Kurono ed Eeva Gund. È doppiata in giapponese da Hitomi Nabatame e in italiano da Francesca Bielli.

### Masanobu Hojo
Masanobu Hojo (北条 政信?, Hojo Masanobu) è un giovane narcisista che di tanto in tanto fa il modello. Rimane coinvolto in un incidente in moto con appresso Sadayo Suzumura, una sua oscura fan, ed accetta in fretta le regole di Gantz. Alla sua prima missione (Alieno Tanaka) riesce anche ad eliminare due alieni, totalizzando 10 punti. Gantz si diverte a prendere in giro il suo orientamento sessuale denominandolo gay, con suo forte imbarazzo. Agisce attivamente anche nella missione del tempio buddhista, ma rimane vittima, come del resto tutta la squadra, di un attacco del boss. È doppiato in giapponese da Hiroshi Kamiya e in italiano da Valerio Amoruso.

### Sadayo Suzumura
Sadayo Suzumura (鈴村 貞代?, Suzumura Sadayo) è un'ombrosa donna innamorata di Masanobu che muore con lui in un incidente motociclistico. È sfuggevole, come nella vita, anche nelle missioni, in cui non si nota mai la sua presenza. Evitando di combattere sopravvive alla sua prima missione, ma muore per mano della dea Kannon, dopo aver finalmente mostrato il suo viso e baciato il suo amato. Sadayo è un omaggio di Oku al personaggio presente in Ring "Sadako" (サダコ?, Sadako). È doppiata in giapponese da Yumi Kakazu e in italiano da Tania De Domenico.

### Sei Sakuraoka
Sei Sakuraoka (桜丘 聖?, Sakuraoka Sei) è una formosa ragazza esperta nelle arti marziali che entra a far parte della squadra nella missione del tempio buddhista. Attratta da Kei per averlo visto piangere e per aver rivelato così il suo lato umano, copula con lui nell'appartamento. Nel seguito della missione ne ammirerà il coraggio in combattimento tanto da innamorarsene, sentimento che tuttavia non viene ricambiato. Trovandolo in seguito ferito, farà di tutto per difenderlo e salvargli la vita nella speranza che quando il gioco sarà finito i due possano frequentarsi e uscire insieme.
Dal punto di vista combattivo, Sei si rivela una tenace lottatrice, tanto da meritarsi il punteggio massimo nel Gantz/Manual e disarmare in parte il fortissimo boss Kannon, ma non potendo evitare la velocità del suo laser rimane uccisa. Anche nelle fasi più recenti il ricordo di questo personaggio rimane impresso dentro Kei, ma seppur tentato preferisce non riportarla in vita, ormai impegnato in una nuova relazione. Creata a immagine e somiglianza dell'attrice Angelina Jolie, Sei è un omaggio di Oku al personaggio di Lara Croft, di cui la stessa Jolie ne ha prestato il volto per due film. È doppiata in giapponese da Mie Sonozaki e in italiano da Beatrice Caggiula.

### Shion Izumi
Shion Izumi (和泉 紫音?, Izumi Shion) è la prima persona di cui si scopre che ha raggiunto i 100 punti e a tornare alla vita di tutti i giorni. È un ragazzo che primeggia sia nello studio che nello sport. Quando ha lasciato Gantz gli venne data una sfera nera sulla quale dopo molto tempo apparve la scritta "Chi vuole tornare in Gantz dovrà portare con sé più persone possibile". Shion decide quindi di fare una strage nel quartiere di Shinjuku, e per poi obbligare Kei a ucciderlo. Dopo la sua morte si ritrova, proprio come desiderava, nell'appartamento di Tokyo. Già dalla sua prima missione si dimostra a suo agio nell'utilizzo dell'equipaggiamento, soprattutto della katana. Morirà nel mondo reale, ucciso dal vampiro Hikawa prima della missione di Osaka.
Nel romanzo Gantz/Minus viene spiegato come Shion è entrato in Gantz. Dopo aver rubato la macchina di uno yakuza ed essere scappato per le strade, perde il controllo del veicolo, non avendo mai seguito un corso per la patente, schiantandosi in un negozio per poi essere schiacciato da un rimorchio.

### Hiroto Sakurai
Hiroto Sakurai (桜井 弘斗?, Sakurai Hiroto) è un giovane ragazzo vittima di soprusi da parte dei suoi compagni di classe e dell'insegnante di educazione fisica che è un maniaco sessuale. Coltivando l'idea di fare qualche pazzia e di ottenere vendetta viene a contatto con Kenzo Sakata, che lo istruisce sull'uso di un particolare potere mentale con cui è possibile muovere gli oggetti, vedere attraverso il corpo e, volendo, anche uccidere le persone recidendo le vene del cervello o fargli scoppiare gli orggani dall'interno. Hiroto sviluppato i suoi poteri torna a scuola e si vendica dei bulli e dell'insegnante. Venendo interrogato da un poliziotto, egli intuisce che è stato Hiroto a ucciderli per vendicarsi di tutti i loro suprusi, ma non ha alcuna prova per incolparlo. È vittima, come Kenzo, del massacro di Shinjuku. Morto durante la missione dell'Alieno Stellare, verrà poi riportato in vita da Kenzo stesso. Quando inizia Katastrophe, gli alieni giganti invadono la terra. La ragazza che amava perde la vita in uno di questi scontri. Hiroto sconvolto, osserverà orripilato dei soldati giganti alieni che stanno divornado degli umani. Colmo di vendetta scatena tutto il suo potere psichico trucidando l'intero squadrone di alieni, giurando che avrebbe fatto una carneficina di tutti loro. Salito a bordo della nave scatena il suo potere causando un vero e proprio genocidio. Morirà di nuovo nel corso della guerra contro gli alieni giganti, dopo averne sterminati molti con i suoi poteri. Lo sviluppo dei suoi poteri mentali sembra avergli permesso di vedere e comunicare con i morti, poiché Sakata, morto in precedenza, gli compare come spirito, implorandolo di fermare la sua scia di distruzione. Prima di spirare Hiroto, usa le sue ultime forze salvando due bambini giganti alieni, dalla caduta di alcune macerie che li avrebbero uccisi.

### Kenzo Sakata
Kenzo Sakata (坂田 研三?, Sakata Kenzō) è un personaggio stravagante che porta sempre degli occhiali scuri. È dotato del potere della telecinesi, potere che trasmette anche a Hiroto. Da quanto si capisce, questi poteri se utilizzati troppo spesso, "invecchiano" precocemente il corpo. Insegna a Hiroto Sakurai a sviluppare i suoi poteri, dopo essersi messo in contatto con lui, rivelando che anche lui è stato vittima di bullismo a scuola, e ha usato tali poteri per vendicarsi. Rivela che è stato un altro individuo sconosciuto, dotato di poteri telepatici ad avergli insegnato a sviluppare i suoi. Stanco del continuo processo di morte e resurrezione, e convinto che esso porti a una "svalutazione" del significato dell'esistenza, chiede esplicitamente agli altri gantzer di non essere più riportato in vita, in caso di dipartita. Muore durante la missione di Osaka, proteggendo il resto del gruppo dall'attacco del boss Nurarihyon. Diventato spirito veglia su Hiroto, riuscendo a comunicare con lui, implorandolo di fermare la sua scia di distruzione contro gli alieni giganti.

### Daizemon Kaze
Daizemon Kaze (風 大左衛門?, Kaze Daizaemon) è un combattente che si veste in un modo eccentrico, con kimono da karate e sandali. È fisicamente molto forte, infatti ha sconfitto molti alieni senza la tuta potenziatrice. Il suo scopo nella vita e quello di trovare avversari da combattere sempre più forti. Finito in Gantz a causa del massacro di Shinjuku, troverà un nuovo scopo nella vita proteggendo il piccolo Takeshi Koumoto. Infatti quando raggiunge i 100 punti, invece di liberarsi dal gioco, farà resuscitare Joichiro su richiesta di Kei pur di rimanere col bambino e proteggerlo.

### Yoshikazu Suzuki
Yoshikazu Suzuki (鈴木 良一?, Suzuki Yoshikazu) è un vecchio signore vedovo. È una delle vittime del massacro di Shinjuku operato da Shion allo scopo di tornare nella stanza. Si affeziona subito a Kei, che considera il proprio leader, e il suo rispetto per lui cresce ancora di più quando Kei sopravvive ad una missione senza avere addosso la tuta protettiva. Nonostante prenda Kei come esempio e si impegni in tutte le battaglie, sono numerose le volte che rimane a terra a fine missione quasi morto, tornando nella stanza sempre giusto in tempo. Nella missione di Roma, tentando di proteggere Kouki Inaba, dei putti alati gli strappano braccia e gambe, poi durante il seguente combattimento tra il boss David di Michelangelo e Kei, una spazzata lo scaglia via, uccidendolo. Nel film Gantz: O è l'unico della squadra oltre a Reika a sopravvivere. Tornati nella stanza si preparano, promettondosi che alla prossima missione di riportare in vita Kei e tutti gli altri.

### Reika Shimohira
Reika Shimohira (下平 玲花?, Shimohira Reika) è una idol giapponese molto famosa che si ritrova anche lei in Gantz. Si innamora subito di Kei il quale però, nonostante sia attratto fisicamente dalle forme generose della ragazza, antepone l'amore per la sua fidanzata Tae. Alla fine della missione di Roma, seguendo il suo perverso desiderio, chiederà a Gantz di riportare in vita una seconda copia di Kei tutta per sé. È uno dei pochissimi personaggi a essere chiamato costantemente per nome, contrariamente all'uso nipponico di rivolgersi alle persone per cognome. Questo fatto dipende forse dalla sua celebrità. Si scopre in una delle missioni, che Reika è una idol molto conosciuta anche fra gli alieni, soprattutto di alcuni gruppi, che sembrano avere un debole le ragazze umane. Durante il blitz nella nave aliena, sacrificherà la propria vita nel tentativo di proteggere Kei (la copia creata dalla stessa Reika), morirà tra le braccia di quest'ultimo, il quale in seguito alla morte della ragazza le confesserà di averla sempre amata. Nel film Gantz:O sopravvive alla missione di Osaka preparandosi alla prossima missione per ottenere 100 punti per riportare in vita Kei. Reika ricompare in Gantz:E. Sul punto di essere violentata da alcuni alieni che avevano un debole per lei, durante una missione, viene salvata da un boss alieno unitosi ai Gantzer del passato. Gli eventi della storia principale di Gantz, sembrano essere stati cambiati.

### Kouki Inaba
Kouki Inaba (稲葉 光輝?, Inaba Kōki) è un ragazzo codardo e fifone, vittima del massacro di Shinjuku. Fin dalla prima missione cerca di mostrarsi calmo e sicuro di sé, anche per far colpo su Reika, della quale si innamora subito. Per questo motivo è ben presto geloso di Kei, di cui Reika si innamora, che si dimostra un vero leader abile e coraggioso. Nonostante le numerose missioni a cui partecipa colleziona solo 10 punti, e rischia parecchie volte di rimanere ucciso ogni volta che si trova davanti un avversario difficile, senza mai dare importante contributo alla sua squadra. Il suo astio verso Kei lo porterà a schierarsi apertamente contro di lui, e per questo motivo non legherà mai veramente con gli altri membri della squadra. Solo Yoshikazu dimostrerà di preoccuparsi della sua salute. Durante la missione di Roma, rimasto shoccato dal sacrificio di Yoshikazu, in un impeto d'ira combatte coraggiosamente, sconfiggendo addirittura un boss rimettendoci un braccio, ma alla fine muore schiacciato da un altro boss.

### Takeshi Koumoto
Takeshi Koumoto (タケシ コウモト?, Kōmoto Takeshi) è un bambino morto a causa delle violenze subite dal fidanzato della madre che l'ha picchiato a morte. Chiama sempre Daizemon "Muscle Rider", nome del personaggio che ha sognato negli ultimi istanti di vita e che chiamava in cerca di protezione. Daizemon si affeziona al bambino e, dopo aver ascoltato come è morto, decide di adottarlo.

## Squadra di Osaka
(Motto del team di Osaka)
La squadra di Osaka, conosciuta anche come team di Osaka, raggruppa i gantzer della zona di Osaka e dintorni. Si distingue per l'assenza di un leader nel gruppo dei cacciatori e per la forte tendenza ad agire in solitaria, disinteressandosi dei compagni anche se questi sono in difficoltà sotto ai loro occhi. È un team composto da molti veterani che hanno collezionato più volte cento punti. Questo perché a ogni raggiungimento della quota stabilita scelgono dal menu dei cento punti di rimanere in Gantz con un'arma migliore invece di liberarsi dal gioco. Considerano come valore quello di collezionare vittorie e uccisioni di mostri forti e fanno a gara tra di loro per chi ottiene più punti e armi più potenti.

### Shimaki
Shimaki (島木?, Shimaki) è un temibile combattente dalla pelle scura. Prima della missione di Osaka ha già ottenuto 100 punti per tre volte e lo si vede spesso combattere con la H-gun. Non esita a confrontarsi con i mostri più potenti e batte da solo un boss da 68 punti decapitandolo con la katana. Muore tuttavia scontrandosi con il Nurarihyon, che si trasforma tra le sue braccia in una strana forma erotica e lo assorbe nel suo corpo.

### Nobuo Muroya
Nobuo Muroya (むろやのぶお?, Muroya Nobuo) è un esperto gantzer che ha completato il gioco ben 4 volte. È collega ed amico di Shimaki. Appare presuntuoso, è convinto di essere fortissimo e pretenderebbe di essere il leader della squadra. Knob si scontrerà da solo contro il Tengu e riuscirà a danneggiarlo notevolmente con la X-gun, ma viene quasi stritolato e l'uccisione del mostro verrà "rubata" da Joichiro che gli infliggerà il colpo di grazia. Ridotto in fin di vita, Nobou non riesce a sopravvivere alla missione.

### Kuwabara Kazuo
Kuwabara Kazuo (桑原和男?, Kuwabara Kazuo) è un veterano che ha finito il gioco già tre volte. È un violento ed ha forti perversioni sessuali, lo si vede addirittura violentare un alieno dall'aspetto femminile. Durante la missione riesce a battere diversi alieni piuttosto potenti, ma preferisce evitare lo scontro con i boss, lasciandoli ai compagni. Farà quasi la stessa fine di Shimaki, catturato dal Nurarihyon, ma perso ogni controllo per l'aspetto surreale ma erotico dell'alieno, arriverà addirittura a violentare quest'ultimo. Seppur mutilato alla fine del "rapporto", Kuwabara rimane cosciente ed è uno dei pochissimi sopravvissuti del suo team alla missione.

### Trio sadico
"Trio sadico" (ドＳの3人?, Do esu no san-nin) è il soprannome dato a un gruppo di tre gantzer della squadra di Osaka: Taira Sanpei, Hara Tetsuo e Kimura Susumi. Sono tre personaggi che hanno già ottenuto 100 punti una volta. Combattono con gli occhiali da sole e si divertono a torturare i mostri prima di ucciderli. Sono però meno abili dei loro compagni più esperti e spesso si danno alla fuga. Pensando di divertirsi in un duello con le spade, ingaggiano la lotta contro i due yōkai spadaccini ed i vampiri, finendo velocemente uccisi.

### Nakayama Miho e Yamada Sumiko
Miho Nakayama (中山美保?, Nakayama Miho) e Sumiko Yamada (山田スミ子?, Yamada Sumiko) solitamente evitano di combattere e preferiscono fare da spettatrici, risultando quasi delle groupies. Queste due ragazze sbruffone, evitando ogni combattimento, sopravvivono assieme a Kuwabara alla missione di Osaka.

### Hanaki Kyou
Kyō Hanaki (花紀京?, Hanaki Kyō) è un giocatore della squadra di Osaka che si distingue per la sua spericolatezza sul campo di battaglia e per il suo modo di eccitarsi facendo uso di eroina. Ha vinto due volte il gioco e dispone della H-gun, ma preferisce combattere freneticamente con il fucile a bordo della moto. Ha occasione di salvare la vita a un novellino del suo team e se lo porta dietro, chiedendogli di identificare i punteggi dei mostri con una sua speciale attrezzatura che collega chiaramente la tecnologia di Gantz con quella umana conosciuta. È il primo ad attaccare il Nurarihyon e, paradossalmente, quello che arriva più vicino ad ucciderlo; infatti dopo il suo attacco a sorpresa il boss impiega parecchio tempo per rigenerarsi e probabilmente sarebbe morto con il colpo successivo.

### Hachiro Oka
Hachiro Oka (岡八郎?, Oka Hachirō) è il vero e proprio campione della squadra di Osaka, e di certo uno dei migliori gantzer a livello mondiale. Ha già ottenuto 700 punti e dispone del più potente arsenale di Gantz mai visto. A differenza dei compagni, Hachiro ama agire in assoluta solitudine usando l'invisibilità e puntando sempre alle prede migliori. Dopo un combattimento devastante per la città di Osaka a bordo di un Mech, Hachiro intende procedere all'eliminazione dell'alieno da 100 punti, e pare che ne abbia già battuto uno in passato da solo. Grazie alle sue armi batte velocemente alcune forme del Nurarihyon, ma questi ne assume le abilità e le fattezze e ne distrugge la speciale tuta. Hachiro trafigge alle spalle il boss e, forse intuitone il punto debole, decide di lasciare il campo di battaglia e mandare al macello il gruppo di Tokyo. Appena ne ha l'occasione, il Nurarihyon abbandona la battaglia con loro proprio per eliminare Hachiro prima che possa tornare al contrattacco ed uccide perfino questo campione. Ne conserverà il cadavere per mostrarlo a Masaru ed intimidirlo. Nel film Gantz: O Nobuo Muroya afferma che prima che loro entrassero nella stanza di Gantz, la precedente squadra che stava insieme a Hachiro Oka fu letteralmente spazzata via da un precedente alieno che valeva da solo 100 punti come Nurarihyon. Hachiro unico superstite lo affrontò da solo riuscendo a sconfiggerlo.

### Anzu Yamasaki
Anzu Yamasaki (山咲杏?, Yamasaki Anzu) è una ragazza molto carina, che rimane incuriosita da Masaru. Decide di seguirlo per osservarne le mosse e prenderlo in giro, ma dovrà poi ricredersi sulle sue abilità in combattimento. Venendo salvata da lui, ed iniziando ad ammirarne il coraggio e la generosità, Anzu arriva a confidarsi con Masaru ed i due scoprono di essere molto simili. È proprio Anzu a presentare a Masaru il gruppo di Osaka e poi a seguirlo nei suoi combattimenti. I due arrivano a promettersi che, se riusciranno a sopravvivere entrambi, avrebbero iniziato una relazione e sarebbero andati a vivere insieme. Purtroppo Anzu perde la vita sotto i raggi del Nurarihyon, facendo da scudo a Masaru per salvargli la vita e permettergli di eliminare finalmente il temibile mostro. il ragazzo soprannominato Nerd, mantiene la sua promessa riportandola infine in vita. Alla fine dello scontro contro i Giganti Alieni viene trasferita sulla terra. Soccorrerà Kato atterrato sulla terra insieme a Kuruno abbraciandolo sulle rive del mare.

### "Nerd"
"Nerd" è un giovane ragazzo introverso, di cui non viene rivelato il nome, con la tipica aria del "secchione" poco socievole. Muore rimanendo coinvolto in un incidente con la sua bicicletta. In missione, terrorizzato, rimane inerme ai primi attacchi che riceve e, quasi ucciso, viene salvato da Kyou. Avrebbe l'occasione di eliminare il Nurarihyon, ma in preda al panico e circondato da centinaia di mostri, usa paradossalmente la testa del mostro come arma, eliminandoli tutti. Ferito dalle Forze Speciali Giapponesi, riceve soccorso da Masaru ed arriverà a provare una sorta di venerazione per lui, facendone un esempio di vita. Anche se rimarrà inerme ed impaurito per il resto della missione, riuscirà anche lui a sopravvivere e, commosso, promette a Masaru che se potrà resusciterà per lui Anzu.
Nerd è il vero protagonista dello speciale Gantz/Osaka, in cui vengono ampliate le sue vicende fino al termine della missione a Roma. Rimane l'unico a rimanere nella squadra di Osaka poiché tutti gli altri superstiti usano i 100 punti accumulati per liberarsi. Viene richiamato nella stanza scoprendo in seguito che l'unico nuovo membro preso dalla sfera è una bambina di dieci anni, confusa e impaurita. Nerd sarà costretto a guidarla e proteggerla fino agli eventi di Katastrophe.

## Altri gantzer

### Maeshima Ryuuji
Maeshima Ryuuji (まえじま りゅうじ?) è un giovane ragazzo proveniente da Hiroshima che condivide la causa di Kei e Reika di combattere contro gli alieni invasori.

### Mary McClane
Mary McClane (メアリー･マクレーン?) è una gantzer che risponde alla chiamata di Kei e Reika e si presenta all'appuntamento nell'appartamento di Tokyo. È una giovane ragazza dai capelli biondi, che, a causa del nome, viene scambiata per straniera dalla squadra di Tokyo i cui membri si rivolgono a lei in inglese. In realtà la ragazza è a tutti gli effetti giapponese e non capisce una parola di inglese, come spiegherà lei stessa.

### Seikine Makoto
Seikine Makoto (せきね まこと?) è un membro della squadra di Kyoto che accetta l'invito della squadra di Tokyo a combattere contro gli alieni invasori. È un giovane dai capelli chiari e porta sempre un paio di occhiali. Dimostra di saper parlare molto bene inglese quando si mette in contatto tramite la sfera nera con la squadra Gantz di New York. Durante il blitz nella nave aliena è colpito, nonostante le precauzioni, da uno dei bulbi luminosi fluttuanti in aria. La spora si diffonde rapidamente nell'organismo e gli causa un completo mutamento del corpo insieme a dolori lancinanti, trasformandolo in una creatura grottesca con pezzi di carne e organi che spuntano da ogni dove. Kei avendo pietà di lui termina la sua sofferenza colpendolo con la Z-gun.

### Takeda Hyouma
Takeda Hyouma (たけだ ひょうま?) è un membro della squadra di Kanagawa che si unisce alla squadra intenzionata ad attaccare gli alieni giganti sul loro stesso suolo. È un giovane dai lunghi capelli scuri e dalla spiccata tendenza a essere un gentleman, infatti confessa di essersi unito al team soprattutto per poter conoscere Reika, di cui lui è grande fan e si dimostra geloso nei confronti di Masaru chiedendogli se fosse il ragazzo della idol.

### Toshio Yazawa
Toshio Yazawa (やざわ としお?) è un gantzer di mezz'età che proviene dall'isola di Hokkaidō. Rispetto agli altri cacciatori che si uniscono al gruppo è il più vecchio e infatti saluta per primo Daizemon riconoscendolo come un quasi-coetaneo. Il suo aspetto fisico è basato su quello dell'attore George Clooney.

### Yoshikawa Kaiji
Yoshikawa Kaiji (よしかわ かいじ?) è un giovane di Gunma che si offre volontario per combattere gli alieni giganti. Si dimostra subito un cacciatore eccezionale, soprattutto per la rapidità con cui opera e per l'abilità che mostra nell'uso della katana. Durante la sortita del gruppo dei gantzer nell'astronave aliena è lui che avverte i compagni che Sekine è stato colpito da un bulbo luminoso ed è sempre lui che ubbidisce al comando dell'amico e gli recide il braccio sperando di evitare il contagio del bulbo a tutto il corpo. In seguito guida l'assalto a un gruppo di alieni dalla forma di scheletro, che sembrano immuni addirittura contro le Z-gun. Yoshikawa è il primo che riesce ad abbatterne uno grazie all'uso delle katane e il suo gesto ispira i compagni, che riescono velocemente a sconfiggere i rimanenti.

## Vampiri
I vampiri (吸血鬼?, kyūketsuki) sono un gruppo di personaggi che appare per la prima volta al termine della missione del Demone Stellare. Essi si dimostrano chiaramente ostili ai gantzer, che considerano "cacciatori di vampiri" e quindi loro nemici naturali. In seguito continuano ad attaccare e a intromettersi nelle missioni della squadra di Tokyo risultando tra i loro più tenaci antagonisti.
I vampiri sono esseri umani che sono stati mutati dalla presenza di nanomacchine nel sangue. Non è ben chiaro come queste apparecchiature vengano inglobate, tant'è che Akira Kurono diventa vampiro da un giorno all'altro senza rendersene affatto conto. Il loro status non-umano gli conferisce una forza e dei riflessi sovrumani, così come la possibilità di estrarre fisicamente pistole e katane dai palmi delle mani. Le limitazioni sono che devono includere nella loro dieta un costante consumo di sangue, o vengono colpiti da forti emicranie e vertigini e sulla loro schiena si formano degli eczemi a forma di ali di pipistrello. Inoltre per loro la luce, sia solare che elettrica, è letale e sono costretti a muoversi solo di notte. Esiste una crema che spalmata sulla loro pelle fa da schermo ai raggi solari e gli permette di agire anche di giorno, ma è piuttosto cara e non tutti i vampiri possono permettersela. Sono sempre vestiti molto elegantemente, in giacca e completo neri, cravatta e camicia bianca.

### Akira Kurono
Akira Kurono (玄野アキラ?, Kurono Akira) è il fratello minore di Kei e un membro della setta dei vampiri. Non ha mai avuto un bel rapporto col fratello, dato che lui era coccolato dai genitori mentre Kei veniva considerato un po' la "pecora nera" della famiglia. Tuttavia venendo a sapere che i vampiri sono sulle tracce di Kurono non esita a contattarlo e a metterlo in guardia. Verrà decapitato dal vampiro Hikawa e la sua testa mostrata al fratello per incutergli terrore.

### Hikawa
Hikawa (氷川?, Hikawa) è un vampiro biondo, accanito fumatore, che sembra essere il leader del gruppo. Uccide Shion, Akira e Kei e viene coinvolto in Gantz nella missione di Osaka per essere rimasto aggrappato a un gantzer nel momento in cui questo veniva richiamato per la missione. Cercherà di socializzare con gli alieni, ma al rifiuto di questi non esiterà a combatterli come nemici. Dopo Katastrophe assiste insieme a Chaki dagli schermi lo scontro tra Kei e Eeva Gund. È soprannominato "Host Samurai" (ホストざむらい?, Hosuto Zamurai). Secondo un sondaggio curato da Weekly Young Jump, Hikawa è con forte distacco il personaggio più popolare del manga.

### Chiaki
Chiaki (?) è una vampira che, come Hikawa, viene coinvolta nella missione di Osaka. Nel manga viene rivelato solo il suo soprannome, "Kill Bill" (きるびる?, Kiru Biru), un chiaro riferimento alla somiglianza del character con il personaggio di Gogo Yubari interpretato dall'attrice Chiaki Kuriyama, a sua volta nota appassionata di Gantz, nell'omonimo film di Quentin Tarantino.

### Saitou
Saitou (?) è il capo della banda di vampiri che attacca Shion mentre si trova a Shibuya con la ragazza, Kei e Tae. È un uomo alto dalla carnagione molto chiara con occhi azzurri e capelli molto corti. È quello che dà più filo da torcere a Shion, ma alla fine viene ucciso da un fendente del giovane proprio come il resto del suo gruppo. Saitou è uno dei pochi vampiri di cui si conosce il nome, perché pronunciato nel manga.

## Alieni giganti
I giganti sono un gruppo di alieni dall'aspetto umanoide, solo molto più grandi e con quattro occhi in volto invece di due e sei dita per ogni arto. Possiedono una tecnologia molto sviluppata, che ha permesso loro di compiere il lungo viaggio spaziale dal loro pianeta di origine alla Terra. Essi sono la specie aliena più forte e tecnologicamente avanzata che i Gantz del mondo hanno dovuto affrontare, non che i nemici definitivi di katastrophe.
Sono costretti a vagare in eterno su delle sconfinate navi spaziali in quanto la loro patria è stata distrutta, presumibilmente da moltissimi anni (alcuni giganti adulti affermano di essere nati già all'interno del mezzo). Parlano una loro lingua incomprensibile, ma con l'aiuto di un traduttore elettronico riescono ad interagire con gli esseri umani. Si dimostrano ben presto aggressivi nei confronti degli umani che considerano soltanto insetti, divertendosi a trucidare i prigionieri e cibandosi spesso dei loro corpi. Altri preferiscono tenere le persone come animaletti da compagnia oppure scommettere tra di loro sull'esito dei combattimenti tra umani e alieni, sicuri che i terrestri non abbiano la minima possibilità. I terrestri grazie alla tecnologia Gantz ottenuta riescono a respingere gli invasori sbaragliando infine il loro esercito.

### Fra Rarada
Fra Rarada (フラ・ララダ?, Fura Rarada) è una giovane donna della razza degli alieni giganti. Verrà presa in ostaggio da Kei per scoprire dove sia finita Tae. In un primo momento l'aliena diffiderà di Kei, ma alla fine vedendo i sentimenti che legano il ragazzo e Tae deciderà di aiutarlo, capendo infine che la sua gente e gli esseri umani sono simili fra loro si possa vivere rispettandosi a vicenda.

### Eeva Gund
Eeva Gund (イヴァ・グーンド?, Iva Gundo) soprannominato dalla sua gente il "dio della guerra", è il miglior combattente degli alieni giganti. Perde suo fratello minore per mano di Kei e scopre l'identità dell'assassino del parente grazie ad una foto scattata da un sopravvissuto, giurando vendetta nei confronti del giovane. A guerra finita parla ai gantzer rimasti e ai telespettatori terrestri che seguono gli eventi davanti ai megaschermi, chiamando Kei perché venga a combattere contro di lui e minacciando di autodistruggere la sua stessa astronave madre facendola precipitare sulla Terra se il giovane non si fosse presentato. Nello scontro che segue Kei sembra avere la peggio, ma con l'aiuto dei suoi compagni e con una forte determinazione il ragazzo uccide infine l'alieno.

## L'altra civiltà
Vengono mostrati per la prima volta dopo la fine della guerra contro gli alieni giganti. I gantzer sopravvissuti vengono teletrasportati in un'enorme stanza bianca che Seiichi Kikuchi chiama "stanza della verità". Al centro della sala vi sono due statue gigantesche di un uomo e di una donna. Al posto del volto e del petto vi sono delle facce che cambiano di continuo, mostrando i volti dei personaggi più famosi della storia dell'uomo o gli alieni che sono stati sconfitti nel corso delle precedenti missioni. Gli alieni parlano attraverso le statue, dando una risposta ad ogni domanda che si pone loro, in ogni lingua con cui viene posta.
Viene spiegato che tempo prima, vi fu una crisi in un certo sistema stellare e gli abitanti cominciarono a migrare verso nuove terre, puntando la rotta verso la Terra circa trent'anni prima dell'inizio della storia. Questi alieni sono gli avversari che i gantzer di tutto il mondo hanno dovuto affrontare nel corso delle missioni. Successivamente una nuova razza, molto più avanzata a livello culturale, militare e tecnologico - gli alieni giganti - ha cercato nuove terre da colonizzare. Il pianeta degli alieni dell'altra civiltà fu scelto per l'emigrazione, tuttavia i suoi abitanti riuscirono a fermarne l'invasione. Essendo venuta a conoscenza che l'obiettivo seguente degli alieni giganti era la Terra, l'altra civiltà inviò un messaggio criptato ai suoi abitanti, che fu intercettato e decodificato dalla figlia di Heinz Bernstein, permettendo all'umanità di costruire le armi e la tecnologia conosciute come Gantz per difendersi e respingere l'attacco degli alieni invasori.. Gli alieni dell'altra civiltà dichiarano che la conoscenza che essi hanno donato alla terra, paragonato alla conoscenza che possiedono è "il minimo indispensabile" per reagire all'invasione.
Al momento del ringraziamento dei vari gantzer presenti per aver salvato la Terra, però, gli alieni dell'altra civiltà spiegano che la decisione di aiutarli è stata presa solo per mantenere un ordine fra i vari mondi e non per salvarli in alcun modo. Dal punto di vista degli alieni, infatti, gli umani — nonostante credano di regnare sull'universo — non sono altro che insetti ai loro occhi.

## Altri personaggi

### Ayumi Kato
Ayumi Kato (かとう あゆむ?, Katō Ayumi) è il fratello minore di Masaru, a cui è legatissimo, soprattutto dopo la perdita dei genitori. Dopo una vita dura con la zia che li ospitava, i due fratelli trovano l'indipendenza ed una vita più serena grazie ai soldi guadagnati da Masaru. Tuttavia Ayumi rimarrà molti mesi abbandonato dal fratello, morto nella missione buddhista. Una volta tornato, Masaru ha come primo pensiero proprio il ritrovare l'adorato fratellino, nel frattempo tornato dalla zia, per ricominciare la loro vita insieme. Ayumi è ignaro del coinvolgimento del fratello con le missioni di Gantz, ma avverte istintivamente grande paura quando queste sono in corso. Con l'inizio della "Katastrophe", Ayumi è con il fratello, che intende proteggerlo da questa strage. È doppiato in giapponese da Touko Aoyama e in italiano da Monica Bonetto.

### Heinz Bernstein
Heinz Bernstein (ハインツ・ベルンシュタイン?, Heinz Bernstein) è un industriale tedesco e, secondo la sua stessa testimonianza, l'artefice di Gantz. In una intervista rilasciata a Seiichi Kikuchi dichiara che quando sua figlia, muta fino all'età di tre anni a causa di una malattia mentale, incominciò improvvisamente a recitare una serie di numeri apparentemente senza senso, lui chiamò i più importanti crittoanalisti del mondo per comprendere cosa stesse dicendo, i quali dopo accurati studi riuscirono a decodificare il codice estrapolandone le informazioni per creare il sistema di Gantz. Successivamente si scoprirà che Bernstein e la figlia sono solo pedine di una scacchiera i cui confini sono più vasti. I Gantz hanno uno scopo ben preciso, ovvero formare le squadre scelte di gantzer preposte alla difesa della terra dall'invasione aliena denominata "Katastrophe".

### Tae Kojima
Tae Kojima (小島 多恵?, Kojima Tae) è una ragazzina dai tratti infantili, molto timida che ama disegnare. Diventa la ragazza di Kei con il progredire della storia, con cui esce a causa di una scommessa. Diventata bersaglio di una missione di Gantz, poiché quando Kei l'ha salvata da una precedente missione, benché lui sia invisibile, Tae comprenderà che si tratta di Kurono. Verrà in seguito uccisa da Shion. In seguito, alla fine della missione dell'Alieno Stellare, verrà riportata in vita da Reika, permettendo a Kei di riscattare la sua stessa libertà. Quando Kei viene infine liberato, non ha ricordo della sua relazione con Tae prendendola come una maniaca poiché lei lo insegue non avendo memoria di ciò che era accaduto. Quando Kei muore successivamente per mano dei vampiri per poi essere riportato in vita da Kato, trovandosi di fronte Tae riportata in vita, l'abbraccia in lacrime per averla di nuovo con sé. Tae sorpresa per la sua reazione dissipa ogni dubbio comprendendo che Kurono tiene davvero a lei.

### Sebastian
Sebastian (セバスチャン?, Sebasuchan) è il contatto e traduttore tedesco che conduce Seiichi alla fabbrica di sfere nere e successivamente alla residenza di Heinz Bernstein, facendosi pagare in action figure femminili. Si rivela un personaggio misterioso che dimostra di sapere molto più di quanto non dica. Apparentemente è in contatto con la forza che minaccia la Terra e possiede dei poteri oscuri. Scompare dopo aver rivelato a Seiichi le sue abilità ed essere riuscito a far esplodere un aereo in volo solo osservandolo. Il giorno seguente ha inizio "Katastrophe". Non è risaputo alla fine della storia cosa gli sia successo e chi fosse veramente.

### Seiichi Kikuchi
Seiichi Kikuchi (菊池誠一?, Kikuchi Seiichi) è un giornalista freelance. Viene a contatto con Kei dopo la missione dell'Alieno Stellare, chiedendogli informazioni riguardo al suo coinvolgimento in Gantz. Era risalito a lui tramite il sito "La stanza della sfera nera", il blog redatto da Joichiro, in cui si faceva il suo nome usando solo l'alfabeto Hiragana. Kei non risponde alle sue domande e nega di avere mai in alcun modo avuto a che fare con Gantz, infatti la memoria del suo coinvolgimento nel gioco era stata cancellata poco prima, in seguito alla sua uscita.
È Seiichi a rivelare la presenza di una sfera nera gigante in Germania, ed è sempre lui a visitare la fabbrica in cui esse vengono prodotte, infittendo sempre di più il mistero sulla loro origine. Nella sua ricerca della verità viene a contatto coi vampiri, e sotto la minaccia di morte rivela loro l'identità di alcuni membri della squadra di Tokyo e la loro residenza, nella fattispecie Kei e Shion, causando di fatto la loro morte.

### Tonkotsu
Tonkotsu (トンコツ?) è il nickname di una ragazza che entra in contatto on-line con Hiroto quando questi sviluppa i suoi poteri psichici e li usa per sbarazzarsi dei bulli che lo tormentavano. Successivamente i due decidono di incontrarsi. Ironicamente Hiroto non aveva neppure capito che Tonkotsu fosse una ragazza e rimane colpito nello scoprire la verità. Si salva dal massacro causato da Shion a Shinjuku grazie all'intervento di Hiroto e Kenzo. Inizierà più avanti una relazione con Hiroto, scoprirà i suoi poteri (ma non il suo segreto legato a Gantz) e lo aiuterà in un suo riscatto morale, convincendolo ad usare le sue capacità per azioni positive. La coppia rimane unita fino alla Katastrophe, quando i due si ritroveranno insieme nella devastazione della città.

### Nurarihyon
Nurarihyon (ぬらりひょん?, Nurarihyon-seijin) è un boss alieno e l'obiettivo principale della missione di Osaka. Il suo aspetto è basato sull'omonimo yōkai del folclore giapponese e appare come un uomo di mezza età, vestito da mercante, con la testa relativamente grande in relazione al corpo, calvo, e con ciuffi di capelli ai lati delle orecchie. Si rivela essere un mutaforma potendo trasformarsi liberamente in uomo, donna, anziano, bambino o in mostruose creature. È in grado di parlare la lingua umana. Nurarihyon si rivela subito immensamente potente e ogni volta che sembra essere stato distrutto, si rigenera in altre creature, assimilando lo stile di combattimento dell'avversario. Apparentemente immortale, il veterano gantzer Hachiro Oka, nell'affrontarlo, comprende che il punto debole di Nurarihyon è attaccarlo dai punti ciechi e coglierlo di sorpresa, in quanto la sua rigenerazione si rallenta. L'alieno stermina le squadre gantz di Tokyo e Osaka, ma Masaru organizza infine un piano per sconfiggerlo che ha successo. Nurarihyon compare anche nel film Gantz:O, dove rivela a Masaru che nel mondo ci sono molti dei e che lui è uno di essi.

### Hajime Muroto e Ryuji Kajiura
Hajime Muroto e Ryuji Kajiura sono dei personaggi esclusivi dell'anime; sono due assassini che uccidono prevalentemente barboni, ma in generale si divertono a uccidere qualsiasi persona, Kei li incontra per la prima volta durante la terza missione, nei pressi del tempio, in quell'occasione uccideranno Takao Tado, il senzatetto che Kei e Masaru avevano salvato in metropolitana. In seguito verranno uccisi da un gruppo di uomini in giacca e cravatta senza alcuna ragione apparente e Gantz li coinvolge nel gioco, partecipando alla nuova missione con Kei. Diversamente da Kajiura, che dimostra comunque un certo raziocinio mentre pianifica di uccidere, per Muroto uccidere è un'autentica ossessione maniacale, infatti mentre pianifica di sterminare tutti i partecipanti alla missione di Gantz, pensa di voler uccidere anche Kajiura, dimostrando che non prova nessun sentimento benevolo verso il suo compagno. Inoltre essendo lui minorenne (ha 17 anni, la stessa età di Kei), ed essendo quindi tutelato dalla legge sui minori, è al sicuro da qualsiasi condanna e per questo Kajiura fa spesso fare il lavoro sporco a lui. Alla fine della missione, Kajiura si suiciderà facendosi esplodere e tentando di uccidere anche Kei, fallendo. Invece Muroto combatterà contro quest'ultimo e in quest'occasione spiegherà che giustifica la sua ossessione per gli omicidi con i suoi traumi infantili, tra cui il ricordo di suo padre che lo picchiò fino a spezzargli le ossa, che l'hanno portato a dare la colpa al mondo e agli adulti se hanno fatto di lui la persona che è. Alla fine non verrà ucciso da Kei ma trasferito con la Y-gun, mantenendo la promessa fatta a Furuta di non uccidere nessuno.